# Neo Shark
Neo Shark – grupa z Tajwanu grająca muzykę heavy metal i metalcore. Uformowana w 2002 r.

## Muzycy

### Obecny skład zespołu
- Stan - wokal
- Dean - gitara
- Flash - gitara
- Evil Hu - gitara basowa
- Madmen - perkusja

### Byli członkowie zespołu
- Flash - gitara
- Madmen - perkusja

## Dyskografia
- Demo (2002)
- Purgatory (EP, 2006)